# Шиплячі приголосні
Шипля́чі при́голосні (англ. hushing consonants, hushing sibilants) — у фонетиці збірна назва приголосних звуків, при вимові яких виникає специфічний шум (шипіння). Входять до складу заясенних приголосних. За місцем творення й ступенем палаталізації (пом'якшення) поділяються на три групи: піднебінно-ясенні, ясенно-твердопіднебінні та ретрофлексні приголосні. В українській мові шиплячими є піднебінно-ясенні звуки, які на письмі позначаються кириличними літерами ш, ж, ч, дж. У ряді українських досліджень середини ХХ століття шиплячі називаються шелесни́ми при́голосними.

## Звуки
Спектр шиплячих приголосних звуків (від м'яких до твердих):
| Група             | ш        | ж        | ч         | дж         | Примітка                                                           |
| ----------------- | -------- | -------- | --------- | ---------- | ------------------------------------------------------------------ |
| ясенно-піднебінні | /ɕ/ [ш'] | /ʑ/ [ж'] | /t͡ɕ/ [ч'] | /d͡ʑ/ [дж'] | М'які (палаталізовані) шиплячі                                     |
| піднебінно-ясенні | /ʃ/ [ш]  | /ʒ/ [ж]  | /t͡ʃ/ [ч]  | /d͡ʒ/ [дж]  | Тверді (напів-м'які); можуть м'якшати залежно від позиції в слові. |
| ретрофлексні      | /ʂ/ [ш]  | /ʐ/ [ж]  | /ʈ͡ʂ/ [ч]  | /ɖ͡ʐ/ [дж]  | Завжди тверді                                                      |

Запис /ɕ/, /ʑ/, /t͡ɕ/, /d͡ʑ/ зустрічається, переважно, в тих мовах, де є фонемне протиставлення цих звуків твердішим /ʃ/, /ʒ/, /t͡ʃ/, /d͡ʒ/ або /ʂ/, /ʐ/, /ʈ͡ʂ/, /ɖ͡ʐ/, як скажімо в польській чи стандартній китайській. У мовах, в яких таке протиставлення (розрізнення) відсутнє, як в японській, замість /ɕ/, /ʑ/, /t͡ɕ/, /d͡ʑ/ часто використовуються символи /ʃ/, /ʒ/, /t͡ʃ/, /d͡ʒ/, незалежно від фонетичної якості самих звуків. Такий запис відповідає принципу простоти транскрибування. Так само, /ʂ/, /ʐ/, /ʈ͡ʂ/, /ɖ͡ʐ/ можуть записуватися як /ʃ/, /ʒ/, /t͡ʃ/, /d͡ʒ/. Тобто, у різних мовах /ʃ/, /ʒ/, /t͡ʃ/, /d͡ʒ/ можуть позначати шиплячі звуки різного ступеня м'якості.

### Список
- [ɕ] (м'який ш) — глухий ясенно-твердопіднебінний фрикативний
- [ʑ] (м'який  ж) — дзвінкий ясенно-твердопіднебінний фрикативний
- [ʈ͡ɕ] (м'який  ч) — глухий ясенно-твердопіднебінний африкат
- [d͡ʑ] (м'який  дж) — дзвінкий ясенно-твердопіднебінний африкат
- [ʃ] (ш) — глухий піднебінно-ясенний фрикативний
- [ʒ] (ж) — глухий піднебінно-ясенний фрикативний
- [t͡ʃ] (ч) — глухий піднебінно-ясенний африкат
- [d͡ʒ] (дж) — глухий піднебінно-ясенний африкат
- [ʂ] (твердий ш) — глухий ретрофлексний фрикативний
- [ʐ] (твердий ж) — дзвінкий ретрофлексний фрикативний
- [ʈ͡ʂ] (твердий ч) — глухий ретрофлексний африкат
- [d͡ʐ] (твердий дж) — дзвінкий ретрофлексний африкат

## Мови
| Мова                 | ɕ      | ʑ      | t͡ɕ     | d͡ʑ       | ʃ       | ʒ       | t͡ʃ       | d͡ʒ         | ʂ  | ʐ      | ʈ͡ʂ | ɖ͡ʐ | ɕː | ʑː | t͡ɕʰ | d͡ʑʱ | ʈ͡ʂʰ | ɖ͡ʐʱ | t͡ʃʰ | d͡ʒʱ |
| -------------------- | ------ | ------ | ------ | -------- | ------- | ------- | -------- | ---------- | -- | ------ | -- | -- | -- | -- | --- | --- | --- | --- | --- | --- |
| англійська           |        |        |        |          | sh / ti | si / su | ch / tch | j / g / dg |    |        |    |    |    |    |     |     |     |     |     |     |
| білоруська           |        |        |        |          |         |         |          |            | ш  | ж      | ч  | дж |    |    |     |     |     |     |     |     |
| верхньолужицька      |        |        |        |          | š       | ž       | č / ć    | dź         |    |        |    |    |    |    |     |     |     |     |     |     |
| гінді                |        |        |        |          | श       | झ़       | च        | ज          | ष  |        |    |    |    |    |     |     |     |     | छ   | झ   |
| давньоруська         | ш      | ж      | ч      |          |         |         |          |            |    |        |    |    |    |    |     |     |     |     |     |     |
| іспанська            |        |        |        |          |         |         | ch       |            |    |        |    |    |    |    |     |     |     |     |     |     |
| італійська           |        |        |        |          | sc      |         | c        | g / j      |    |        |    |    |    |    |     |     |     |     |     |     |
| кашубська            |        |        |        |          | sz      | ż       | cz       | dż         |    | rz     |    |    |    |    |     |     |     |     |     |     |
| китайська            | x      |        | j      |          |         |         |          |            | sh |        | zh |    |    |    | q   |     | ch  |     |     |     |
| корейська            | sh / s |        | j      |          |         |         |          |            |    |        |    |    |    |    | ch  |     |     |     |     |     |
| латинська (церковна) |        |        |        |          | sc      |         | с        | g          |    |        |    |    |    |    |     |     |     |     |     |     |
| литовська            |        |        |        |          | š       | ž       | č        | dž         |    |        |    |    |    |    |     |     |     |     |     |     |
| нижньолужицька       | ś      | ź      | ć      | dź       |         |         |          |            | š  | ž      | č  |    |    |    |     |     |     |     |     |     |
| німецька             |        |        |        |          | sch     |         | tsch     | dsch       |    |        |    |    |    |    |     |     |     |     |     |     |
| польська             | si / ś | zi / ź | ci / ć | dzi / dź |         |         |          |            | sz | ż / rz | cz | dż |    |    |     |     |     |     |     |     |
| португальська        |        |        |        |          | x / ch  | g / j   | ch / ti  |            |    |        |    |    |    |    |     |     |     |     |     |     |
| російська            |        |        | ч      |          |         |         |          |            | ш  | ж      |    |    | щ  |    |     |     |     |     |     |     |
| сербська             |        |        | ћ      | ђ        | ш       | ж       | ч        | џ          |    |        |    |    |    |    |     |     |     |     |     |     |
| українська           |        |        |        |          | ш       | ж       | ч        | дж         |    |        |    |    |    |    |     |     |     |     |     |     |
| хорватська           |        |        | ć      | đ        | š       | ž       | č        | dž         |    |        |    |    |    |    |     |     |     |     |     |     |
| французька           |        |        |        |          | ch      | j       |          |            |    |        |    |    |    |    |     |     |     |     |     |     |
| чеська               |        |        |        |          | š       | ž       | č        | dž         |    |        |    |    |    |    |     |     |     |     |     |     |
| чорногорська         | ć      | з´     | ћ      | ђ        | ш       | ж       | ч        | џ          |    |        |    |    |    |    |     |     |     |     |     |     |
| шведська             | kj     |        |        |          |         |         |          |            | rs |        |    |    |    |    |     |     |     |     |     |     |
| японська             | sh     | j      | ch     | j        |         |         |          |            |    |        |    |    |    |    |     |     |     |     |     |     |

## Українська
В сучасній українській мові шиплячими є приголосні звуки /ʃ/, /ʒ/, /t͡ʃ/, /d͡ʒ/. На письмі вони передаються літерами ш, ж, ч, дж. Ш і ж — фрикативи, ч і дж — африкати. Українські шиплячі — тверді, але частково пом'якшуються в позиції перед і, я, ю, є[джерело?] в питомо українських словах та словах іншомовного походження. 

### Історія
ш походить з х перед голосними переднього ряду і з груп с або х + й (рух: рушити, дух: душа, носити: ноша), ж — з ґ перед голосними переднього ряду і з груп ґ або з + й (нога: ніжка з *ножька, стерегти: сторожа, гризти: грижа), а також із сполуки д + й (пропаде: пропажа). У цьому останньому випадку однак, правдоподібно, первісним рефлексом групи дй було дж, яке згодом спростилося в ж. Сліди первісного дж такого походження вбачають у чергуванні д : дж в дієсловах (ходити: ходжу), а також у тих формах з дж, що зберігаються в говірках (бойківських і лемківських).
Шиплячі перед голосними переднього ряду — явище праслов’янське (близько VI ст.) і характеризують усі слов’янські мови, шелесні, що утворилися зі сполучень з й, постали в період розпаду[джерело не вказане 1189 днів] праслов’янської мови (близько VI — IX століття) і почасти різняться в поодиноких слов’янських мовах.
У давньоруській мові шиплячі в будь-якій позиції вимовлялися як м'які приголосні — ч [t͡ɕ], ш [ɕ],  ж [ʑ]. Через цю особливість в тогочасній орфографії спеціальне позначення їх палатальної вимови не було обов'язковим. Тому поряд з ѥ, ѧ, ю після ч, ш, ж писали також є, а, у. Наприклад, чѧдо—чадо [t͡ɕadɔ], чюдити—чудити [t͡ɕudɪtɪ], чюдєса [t͡ɕudesa], жѧлость [ʑalostʲ], положю [pɔlɔʑu].
Нове дж утворилося в українській мові близько 1600 року в поодиноких словах зі старого ж або ч (джерело, джміль), а крім того, ширилося в новопозичуваних чужих словах (кинджал). Через те, що пом’якшення шелесних не мало фонологічної вартості, воно втратилося в більшості українських говірок, за винятком гол. бук.-покутських, гуцульських і бойківських. Ці процеси ствердіння спостерігаються від XV ст.